# Scatella brachyptera
Scatella brachyptera är en tvåvingeart som beskrevs av Wirth 1955. Scatella brachyptera ingår i släktet Scatella och familjen vattenflugor. Inga underarter finns listade i Catalogue of Life.